# Халапеньо
Халапеньо (на испански: jalapeño) е средна до едра люта чушка от вида Capsicum annuum, ценена поради горещото усещане, което създава при ядене. Когато е узряла, тя достига 5 – 9 cm. Обикновено се продава, когато е все още зелена. Халапеньо произхожда от град Халапа в Мексико, където се отглежда традиционно. В Мексико около 160 km² площ се използват за отглеждането на халапеньо, основно в басейна на река Папалоапан в северната част на Веракрус и в Делисияс в Чихуахуа. Този сорт се произвежда още в Халиско, Наярит, Сонора, Синалоа и Чиапас, но в по-малък мащаб. В Мексико е известен под различни имена, като напр. куаресменьос, хуачимангос и чилес гордос.
През 1999 г. в САЩ се определят 22 km² за производството на халапеньо. То е концентрирано главно в южната част на Ню Мексико и в Западен Тексас. Големи количества от тази култура се произвеждат и в Китай, Перу, Испания и Индия.
Вегетационният период на халапеньо продължава около 70 – 80 дена. Когато узрее, растението е високо около 75 – 90 cm. Обикновено едно растение дава около 25 – 35 чушки. Докато тече вегетационният период, реколтата от растението се събира повече от веднъж. Когато той спре, чушките започват да почервеняват. На пазара зелените халапеньо се смятат за по-качествени от червените. Производителите често бракуват червените чушки или ги използват за производството на чипотле (изсушен халапеньо).
|  | Тази страница частично или изцяло представлява превод на страницата Jalapeño в Уикипедия на английски. Оригиналният текст, както и този превод, са защитени от Лиценза „Криейтив Комънс – Признание – Споделяне на споделеното“, а за съдържание, създадено преди юни 2009 година – от Лиценза за свободна документация на ГНУ. Прегледайте историята на редакциите на оригиналната страница, както и на преводната страница, за да видите списъка на съавторите. ВАЖНО: Този шаблон се отнася единствено до авторските права върху съдържанието на статията. Добавянето му не отменя изискването да се посочват конкретни източници на твърденията, които да бъдат благонадеждни. |